# Vệ Linh công
Vệ Linh công (chữ Hán 衛靈公,?-493 TCN, trị vì 534 TCN - 493 TCN), tên thật là Vệ Nguyên (衛元), là vị vua thứ 28 của nước Vệ - chư hầu nhà Chu trong lịch sử Trung Quốc.
Vệ Linh công nối ngôi quốc quân từ năm 534 TCN từ phụ thân là Vệ Tương công. Dưới thời trị vì của ông, quốc lực nước Vệ được phục hồi phần nào sau các cuộc tranh chấp quyền bính trong nội bộ công thất từ các triều vua trước. Ban đầu Linh công thần phục nước Tấn đang nắm quyền bá chủ ở Trung Nguyên, nhưng về sau khi Tấn suy yếu thì chuyển sang ủng hộ nước Tề đang cường thịnh. Những năm cuối đời ông theo giúp Tề Cảnh công trong các chiến dịch quân sự ở các nước khác và giành được một số lãnh thổ nhất định, và có lần mời Khổng Tử đến giúp việc triều chính cho mình, nhưng không được Khổng Tử chấp nhận.
Linh công bị sử sách coi là một ông vua tham lam và vô đạo. Ở trong cung, ông sủng ái Phu nhân Nam Tử. Nam Tử bị cho là có những hành vi dâm loạn, khiến Thế tử Khoái Hội oán giận muốn giết đi. Kết quả Linh công đuổi Khoái Hội ra nước ngoài. Sau khi Linh công mất, con của Khoái Hội là Triếp được lập lên làm Vệ Xuất công, Khoái Hội cũng từ nước Tấn đưa quân về tranh ngôi với con trai, gây ra cuộc nội chiến cha - con trong nhiều năm sau đó, đẩy nước Vệ lún sâu vào con đường loạn lạc, suy vong.

## Thân thế
Vệ Nguyên là con trai của Vệ Tương công, vua thứ 27 của nước Vệ, mẹ là bà thị ngự tên là Chu Ấp. Ngoài Vệ Nguyên, Chu Ấp còn có với Vệ Tương công một người con trai lớn tuổi hơn là công tử Trập (Mạnh Trập).
Chu Ấp khi mang thai lần thứ hai thì nằm mộng thấy một đứa trẻ tự xưng là Khang Thúc (tổ tiên nước Vệ) nói mình sẽ đầu thai làm con bà và muốn được đặt tên là Nguyên. Người thiếp đem việc này nói với Vệ Tương công. Vệ hầu cho là ý trời, nên khi đứa trẻ ra đời bèn đặt tên là Nguyên.
Tương phu nhân là Khương thị (Tuyên Khương) không có con, còn huynh trưởng của Cơ Nguyên là công tử Trập, cũng do Chu Ấp sinh ra, có tật ở chân nên không thể nối nghiệp, vì thế ông được lập làm Thế tử. Tháng 8 năm 535 TCN, Vệ Tương công qua đời, Thế tử Nguyên lên ngôi vua, tức Vệ Linh công.

## Thời kì đầu

### Thần phục nước Tấn
Ngay sau khi Vệ Tương công vừa mất, các đại phu nước Tấn bàn với nhau phải cư xử tử tế với tự quân của Vệ, vì thế họ cử Hiến Vệ sai điếu tang và trả lại cho Vệ các đất Thích Điền. Cho nên những năm đầu vị trị Vệ Linh công thần phục nước Tấn. Năm 530 TCN, ông cùng Tề hầu và Trịnh bá sang nước Tấn, triều kiến Tấn hầu.
Năm 529 TCN, Vệ Linh công đến dự hội chư hầu do Tấn Chiêu công tổ chức cùng các nước Tống, Lỗ, Trịnh, Tào, Cử, Chu, Đằng, Tiết, Kỷ, Tiểu Châu ở đất Bình Khưu thuộc Vệ quốc.

### Loạn Tề Báo
Công Mạnh Trập (tức công tử Trập, anh Vệ hầu) có hiềm khích với bọn Tề Báo, Bắc Cung Hỷ và Chử Sự Phố. Ba người này bèn liên minh với công tử Chiêu, người có tư tình với Tương phu nhân Khương thị, mưu giết Công Mạnh Trập. Tháng 6 năm 522 TCN, nhân lúc Vệ Linh công đang du hành tới ấp Bình Thọ, người nhà họ Tề Báo chặn đánh ở ngoài cửa Cái Hoạch và giết chết Công Mạnh Trập.
Vệ Linh công được tin có biến động, bèn lên ngựa vào thành qua cửa Duyện Môn. Khi xe vua về tới cung, vua truyền cho lấy các đồ quý trong cung thất, rồi bỏ chạy khỏi thành. Khi xe qua đất nhà họ Tề, dù Linh công đã tỏ ý không muốn đánh nhau, nhưng người họ Tề vẫn cố tình bắn vào vua, may có người tùy tùng là Công Nam Sở đứng ra đỡ. Người dân trong kinh thấy Vệ hầu bỏ chạy cũng xách hành lý đi theo. Vệ hầu sau đó ngự tại đất Tử Điều thuộc Vệ quốc.
Giữa lúc đó vua Tề sai công tôn Thanh đến Vệ lễ sính, nghe tin biến động, bèn đổi hướng chạy sang đất Tử Điều để gặp Vệ hầu. Vệ hầu muốn gặp riêng sứ Tề (để nhờ viện binh) nhưng sứ Tề không dám gặp, chỉ tặng cho ông một con ngựa tốt. Lúc này ở trong kinh thành lại có biến động mới. Bắc Cung Hỷ trở giáo giết cả nhà họ Tề, rồi cho đón Vệ Linh công trở lại kinh sư. Vua Vệ sau khi vào thành thì kí minh ước với họ Bắc Cung ở sông Bành. Tháng 8 năm đó, bọn công tử Chiêu, Chủ sự Phố,... đều bỏ trốn tới Tấn quốc. Tháng nhuận năm đó, Vệ Linh công ép chết đích mẫu là Khương thị, và đốt lăng mộ của nhà họ Tề.

## Thời kì giữa

Thế cục Trung Nguyên nửa cuối TK 5 TCN)

Năm 521 TCN, họ Hoa, họ Hướng nước Tống nổi dậy chống nhau với Tống công. Vệ hầu điều quân hợp với các nước Tấn, Tào cứu vua Tống, đánh họ Hoa. Họ Hoa trốn sang nước Sở.
Năm 517 TCN, Lỗ Chiêu công mâu thuẫn với các họ quý tộc trong nước, bị Quý tôn Ý Như đuổi phải bỏ chạy sang nước Tề. Năm 516 TCN, Vệ Linh công và Tống Cảnh công sai sứ sang Tấn, đề nghị nước Tấn giúp Lỗ Chiêu công về nước, trị tội họ Quý. Nhưng đại phu họ Quý nước Lỗ sai sứ sang đút lót cho đại phu họ Phạm để nước Tấn đừng giúp Lỗ hầu. Các quan khanh đại phu tâu với Tấn hầu rằng họ Quý không có lỗi. Vì vậy nước Tấn bãi binh.
Năm 506 TCN, quốc quân nước Sái là Chiêu hầu vì oán hận nước Sở đòi tiền hối lộ của mình, nên gửi con tin cho Tấn hầu, xin Tấn giúp đánh Sở. Vệ Linh công được hiệu triệu từ nước Tấn, cùng với Lỗ công, Lưu Quyền (quan nhà Chu), Tống công, Sái hầu, Trần tử, Trịnh bá, Hứa nam, Tào bá, Cử tử, Châu tử, Đốn tử, Hồ tử, Đằng tử, Tiết bá, Kỉ bả, Tiểu Châu tử và đại phu Quốc Hạ của nước Tề đến đất Thiệu Lăng bàn việc thảo phạt Sở quốc. Đại phu nước Tấn là Tuân Dần lại đòi nước Sái hối lộ nhưng không được bèn bãi binh rút về. Từ đó nước Tấn mất tín nhiệm của bá chủ với chư hầu.
Tháng 5 cùng năm, chư hầu lại hội họp ở Cao Dữu. Đại phu của Vệ quốc là Tử Hàng Kính tử nói với Vệ Linh công hãy đưa Chúc Đà hầu vua tới hội, Linh công đồng tình. Chúc Đà nói rằng nhiệm vụ của mình khi có việc quân sự mới đi theo phò vua, còn những việc khác thì không có quyền rời khỏi nước. Linh công vẫn đòi Chúc Đà phải đi. Khi xếp thứ tự sáp huyết các đại phu của Tấn lấy nước Sái đứng trên nước Vệ. Vệ hầu bảo Chúc Đà kêu với Trành Hoằng (quan nhà Chu) thì được trả lời là do tổ nước Sái (Sái Thúc) là anh của tổ nước Vệ (Khang Thúc). Chúc Đà viện dẫn lại rằng người quân tử chỉ chuộng đức chứ không chuộng ngôi thứ, vả lại xưa kia Sái Thúc giúp nhà Thương phản nhà Chu. Trành Hoằng bằng lòng, nói với Lưu Quyền (quan nhà Chu) và Phạm Ưởng nước Tấn để Vệ hầu đứng trên Sái hầu.
Năm 504 TCN, Lỗ Định công đem quân đánh nước Trịnh, chiếm được đất Khuông/. Trên đường rút lui, tướng Lỗ là Dương Hổ không thông báo với Vệ Linh công mà hành quân gần kinh đô nước Vệ. Vệ Linh công tức giận, sai Di Tử Hà truy kích quân Lỗ. Sau nhờ có đại phu nước Vệ là Công thúc Văn tử hòa giải, Vệ Linh công mới lui quân, giảng hòa với Lỗ.

## Thời kì cuối

### Thân Tề phản Tấn
Mùa thu năm 503 TCN, Vệ Linh công có ý muốn bỏ Tấn theo Tề, nhưng các đại phu đều khuyên can. Vệ hầu bèn dàn cảnh sai Bắc Cung Kết xuất sứ Tề quốc, rồi bí mật nhắn với người Tề hãy làm bộ bắt sống Kết rồi lấy đó uy hiếp Vệ. Vì thế Vệ và Tề hội minh ở đất Sa.
Tháng 7 năm 502 TCN, tướng Tấn là Phạm Ưởng nghe tin Vệ và Trịnh hội thề với Tề bèn đem quân đánh cả hai. Vệ Linh công phải cùng với Tấn thề tại đất Chuyên Trạch. Bên Tấn, Thiệp Đà và Thành Hà đứng ra cắt máu cùng với vua Vệ. Người Vệ xin cầm cái tai trâu. Thành Hà nói
Vệ quốc chỉ bằng đất Ôn, đất Nguyên của Tấn quốc tôi. Đâu được coi như một Hầu quốc.
Đến khi sắp sáp huyết, Thiệp Đà nắm lấy tay Vệ Linh công ấn vào thùng máu, ngập đến cổ tay mới thôi. Trước thái độ đó của người Tấn, Vệ hầu vô cùng phẫn nộ. Khi về nước, ông đem chuyện muốn phản nước Tấn nói với quần thần. Vì sợ các đại phu phản đối nên đã dọa sẽ thoái vị, nhưng các đại phu vẫn không nghe. Vua nói người Tấn còn muốn lấy con mình và con cái đại phu làm con tin, các đại phu vẫn đồng ý gửi con tin. Vệ hầu theo lời Vương tôn Cố, bắt luôn cả chon bọn công thương cùng đi (làm con tin). Đến ngày đi, vua mới họp dân lại, và nói khích cho người dân ý muốn phản Tấn. Cho nên Vệ hủy bỏ lời minh ước. Phạm Ưởng bèn liên hợp với nước Thành cùng nhau đánh Vệ, nhân tiện đánh cả Trịnh. Tháng 9, các đại phu họ Quý và Trọng của Lỗ cùng đến xâm Vệ. Vệ Linh công bèn cùng với Trịnh Hiến công hội họp ở Khúc Bộc cùng bàn với chống quân Tấn.
Mùa thu năm 501 TCN, Vệ Linh công cùng Tề Cảnh công đóng quân tại Ngũ thị chuẩn bị đánh nước Tấn, chiếm Di Nghi rồi tấn công sang đất Trung Mâu. Quân Tấn có hơn 1000 chiến xe ở Trung Mâu. Quan đất Trung Môn là Chư sự Phố trước từng làm quan ở Vệ, đánh giá vua Vệ đang ở trong quân, chưa chắc thắng được Vệ, và xin chuyển hướng đánh vào cánh quân Tề, đẩy lui quân Tề ra khỏi Trung Môn. Tề Cảnh công lui quân, tặng cho Vệ Linh công 3 ấp Chước, Di và Mạnh.
Mùa hạ năm 500 TCN, tướng của Tấn là Triệu Ưởng đánh Vệ để báo thù trận Di Nghi, nhưng không thắng, người Tấn hỏi Vệ vì sao lại hủy bỏ minh ước, phía Vệ trả lời là nguyên do Thành Hà và Thiệp Đà. Người Tấn bèn bắt Thiệp Đà để cầu hòa với Vệ, phía Vệ không chịu. Sau đó phía Tấn giết Thành Hà, còn Thiệp Đà trốn sang nước Yến. Mùa đông năm đó, Vệ hầu lại cùng với tướng Trịnh Du Tốc hội minh với Tề hầu ở đất An Phủ.
Mùa hạ năm 498 TCN, Công Mạnh Khu nước Vệ đánh nước Tào, lấy được đất Giao. Tháng 5 năm 496 TCN, Vệ Linh công cùng Lỗ Định công và Tề Cảnh công hội chư hầu ở đất Khiên.
Năm 497 TCN, Tề và Vệ lại đánh Tấn, đóng quân ở đất Cúc Thị. Tề hầu muốn bắt Vệ hầu lên cùng xe với mình, nên giả cách sửa soạn chiến xe có đầy đủ giáp cụ, nói dối là quân Tấn đánh tới, rồi nói với Vệ Linh công rằng xe của quý quân chưa sửa soạn và hãy lên xe với mình, rồi đánh roi cho ngựa chạy; khi biết quân Tấn thực không tới thì mới dừng lại. Năm đó vì cớ Tào không chịu theo Tề phản Tấn, Vệ lại cử quân đánh Tào. Bấy giờ Vệ Linh công dùng binh liên miên, không chú tâm vào việc chánh trị, cho nên đất nước luôn có chiến tranh.

### Biến loạn trong cung thất
Đại phu nước Vệ là Công Thúc Văn tử chết, con là Công thúc Tuất lên thế tập. Vì nhà họ Công Thúc giàu sang, nên Linh công thấy ghét. Năm 497 TCN, Công thúc Tuất muốn triệt bỏ bè đảng của Linh phu nhân (Nam Tử, người Tống quốc, sinh ra Thái tử Khoái Hội). Phu nhân buộc tội Công Thúc Tuất làm loạn, Vệ Linh công đuổi hết bè đảng của Tuất ra nước ngoài, không lâu sau đại phu khác là Bắc Cung Kết cũng phải bỏ trốn sang Lỗ.
Linh phu nhân Nam Tử - mẹ của Thế tử Khoái Hội - khi còn ở Tống quốc từng bị đồn có tư thông với anh ruột là Tống Triều. Năm 496 TCN, Vệ Linh công mời Tống Triều sang nước Vệ, người trong nước đều dị nghị, chê cười. Khoái Hội nghe được rất bất bằng, bèn bàn với thủ hạ là Hí Dương Tốc giết bà Nam Tử.
Khi vào yết kiến Nam Tử, Khoái Hội mấy lần ra hiệu nhưng Hí Dương Tốc không động thủ. Nam Tử thấy vậy lo sợ, biết Khoái Hội muốn hại mình liền mách với Linh công. Khoái Hội vội bỏ trốn sang nước Tống rồi lại sang nước Tấn nương nhờ Triệu Ưởng, quan thượng khanh họ Triệu. Về sự kiện này, kinh Xuân Thu cho rằng việc làm của Khoái Hội rất đáng nghi, vì giả sử có tâm giết phu nhân thì chả nhẽ lại không sợ mang tiếng bất hiếu và mất đi địa vị Thế tử; và cho rằng thực tế Khoái Hội chỉ đem lời can ngăn Phu nhân mà Phu nhân do tức giận mới giả cách nói dối Khoái Hội muốn giết mình, mượn tay nhà vua trừ đi họa miệng. Sau khi Khoái Hội chạy khỏi, Linh công đuổi luôn quan Chánh khanh Công Mạnh, vì nghi ông ta là đồng đảng của Khoái Hội.

### Qua đời
Năm 496 TCN, họ Phạm và họ Trung Hàng nước Tấn tranh chấp quyền lực với 4 họ thượng khanh khác. Vệ Linh công bèn cùng với Tề hầu và Lỗ công hội minh ở đất Khiên và Can Hầu lại bàn việc cứu họ Phạm đã bị vây 3 năm. Quân 4 nước Tề, Lỗ, Vệ và Tiển Ngu chiếm được Cức Bồ cho họ Phạm, tuy nhiên không lâu sau khi Linh công mất, họ Phạm vẫn bị tiêu diệt.
Mùa xuân năm 493 TCN, Vệ Linh công đi tuần du ở đất Giao, mang theo người con nhỏ là Vệ Dĩnh, tự Tử Nam được ông yêu quý. Vệ hầu vốn giận Khoái Hội bỏ trốn, nên muốn lập Dĩnh làm Thế tử, nhưng Dĩnh từ chối.
Tháng 4 cùng năm, Vệ Linh công qua đời. Ông ở ngôi 42 năm, không rõ bao nhiêu tuổi. Phu nhân Nam Tử muốn theo di ý ông lập Vệ Dĩnh làm vua nhưng Dĩnh không chịu và đề nghị lập con Khoái Hội là Vệ Triếp vẫn đang ở nước Vệ. Người nước Vệ bèn lập Triếp lên ngôi vua, tức Vệ Xuất công. Tháng 10 cùng năm, triều đình làm lễ an táng cho Vệ Linh công.
Sau khi Vệ Linh công qua đời, Triệu Ưởng đem quân giúp thế tử Khoái Hội chiếm Thích Ấp để giao tranh với Vệ Xuất công. Vệ quốc liên tiếp xảy ra nội loạn và lệ thuộc vào Tấn quốc, thế lực ngày một suy yếu.

## Dật sự

### Di Tử Hà
Vệ Linh Công đã từng tin dùng Di Tử Hà, một thanh niên khôi ngô tuấn tú, phong cho làm đại phu. Theo luật pháp nước Vệ, kẻ dùng xe của vua sẽ phải bị chặt chân. Một ngày mẹ Tử Hà bị bệnh, Tử Hà giả mệnh quốc quân, tự ý lấy xe của ông về thăm mẹ. Linh công biết chuyện chẳng những không phạt mà còn khen là người có hiếu. Lần khác Di Tử Hà cùng Vệ Linh công thăm hoa viên, thấy có quả đào ngon bèn tự ý hái ăn trước mặt vua, ăn không hết thì đem phần cắn dở đút vào miệng vua. Linh công không giận mà còn khen: "Tử Hà thật yêu ta! Quên cái miệng của mình mà nhớ đến ta."
Dân gian gọi quan hệ giữa Vệ Linh công là tình cảm chia đào (dư đào đoạn tụ). Tuy nhiên sử sách không nói rõ đây là quan hệ đồng tính luyến ái hay chỉ là tình bạn thân thiết.
Sau đó Vệ hầu có lần dùng roi đánh Tử Hà. Tử Hà từ đó ít lên triều kiến. Vệ Linh công hỏi quan đại phu Chúc Đà. Chúc Đà gièm pha với Linh công rằng Di Tử Hà có lòng oán hận ông. Từ đó ông bắt đầu xa lánh Tử Hà. Một đại phu khác là Sử Ngư bất bình với việc Di Tử được trọng dụng, và tiến cử người hiền là Cừ Bá Ngọc. Vệ hầu ban đầu không nghe. Ít lâu sau Sử Ngư chết, người nhà không hạ táng, lại khuyên ngăn nhà vua.
Ngày qua đi, Di Tử Hà mỗi ngày một già và xấu, không còn được Vệ hầu yêu quý, lại phạm tội. Vệ Linh công lại nghe theo lời Sử Ngư, trọng dụng Cừ Bá Ngọc rồi trị tội trộm xe và tự ý ăn đào trước đây của Tử Hà, nói:
"Nó đã có lần tự tiện đi xe ngựa của ta, lại có lần bắt ta ăn quả đào thừa của nó."
Rồi đuổi ra khỏi cung.

### Tiếp đón Khổng Tử

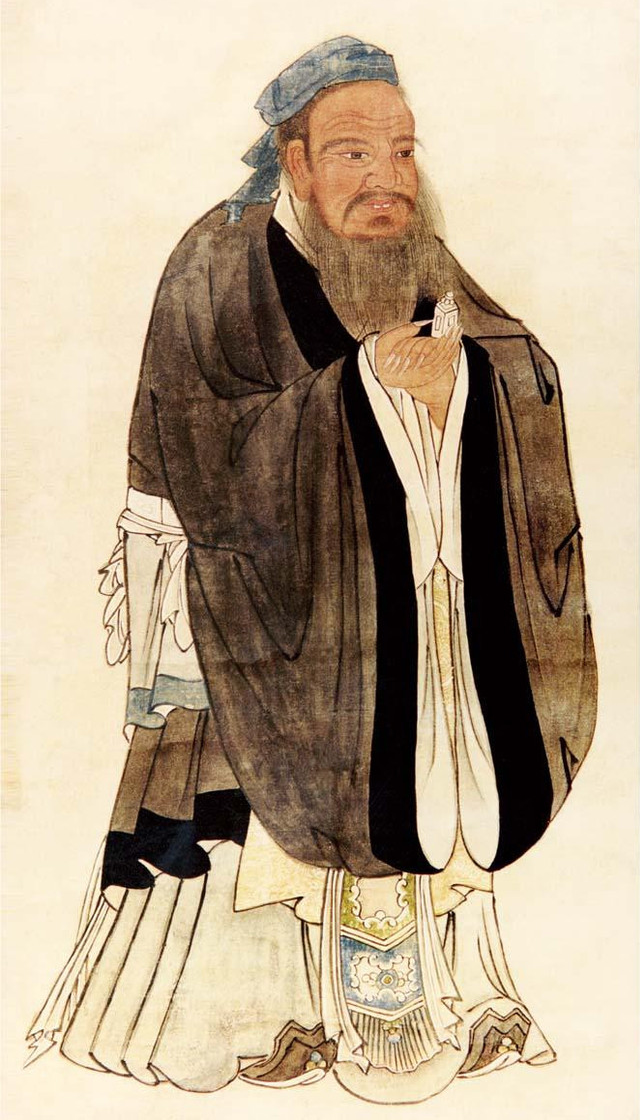
Khổng Tử (551 TCN - 479 TCN)

Năm 496 TCN, Khổng Tử từ Lỗ đến nước Vệ, Vệ Linh công tiếp đãi Khổng Tử. Khổng Tử ở Vệ được hơn một tháng thì Vệ Linh công cho đòi vào gặp. Lúc Vệ hầu đi chơi thì cho Tiểu quân (phu nhân) Nam Tử ngồi cùng xe, có hoạn quan Ung Cừ kéo xe, chỉ cho Khổng Tử ngồi xe thứ. Khổng Tử than: "Vệ hầu yêu đức không như yêu sắc"
Sau đó từ tạ, đi khỏi nước Vệ để đến nước Tào. Sau này Linh công cho triệu lại Khổng Tử, và hỏi Ngài về việc chiến trận. Khổng Tử đáp:
Về việc tế tự, lễ khí thì tôi đã từng nghe được, còn về quân lữ thì tôi chưa học.
Sự kiện này gọi là Vệ Linh công vấn trận ư Khổng Tử. Sở dĩ Đức Khổng Tử không bàn về chiến trận cho Vệ Linh Công nghe, bởi vì cho ông là vua vô đạo; sợ nói về thuật chiến đấu chính là chắp thêm cánh cho hổ thì nguy hiểm. Hôm sau Vệ Linh Công đang nói chuyện với Khổng Tử, thấy con ngỗng trời bèn ngẩng đầu lên nhìn, sắc mặt có vẻ không để ý gì đến Khổng Tử, Khổng Tử lại bỏ đi đến nước Trần.

## Đánh giá
Khổng Tử đối đáp với đại phu nước Lỗ là Quý tôn Phì, nói Vệ Linh công là ông vua vô đạo. Quý tôn Phì nói nếu như vô đạo thì sao lại không mất ngôi vua. Khổng Tử đáp rằng sở dĩ như vậy là do ông vua vô đạo mà biết dùng người
Có Trọng Thúc Ngữ coi việc ngoại giao, Chúc Đà coi việc tế tự, Vương Tôn Giả coi việc quân. Dùng người như vậy, sao mất ngôi được?
Tư Mã Thiên trong Sử ký có lời bình luận về mối quan hệ của Vệ Linh công và Di Tử Hà như sau:
Việc làm của Di Tử không khác, nhưng lần trước được khen là hiền, lần sau lại phạm tội, đó là vì lòng yêu ghét hết sức thay đổi. Cho nên được nhà vua yêu thì cái khôn của mình càng làm cho mình được thân, bị nhà vua ghét thì cái tội của mình càng làm cho mình bị ruồng bỏ

## Gia quyến
- Cha: Vệ Tương công
- Mẹ: Thị ngự Chu Ấp
- Anh em: Công Mạnh Trập
- Vợ: Nam Tử (? - 479 TCN), con gái Tống Bình công.
- Con cái
  - Vệ Bá Cơ (? - 477 TCN), lấy Khổng Văn tử, sau thông gian với Hồn Lương Phu[25].
  - Vệ Khoái Hội (? - 478 TCN), tức Vệ Hậu Trang công,
  - Vệ Kiềm, tức Vệ Điệu công.
  - Vệ Khởi
  - Vệ Dĩnh, tự Tử Nam[37].